# Asopella robusta
Asopella robusta is een hooiwagen uit de familie Epedanidae. De wetenschappelijke naam van Asopella robusta gaat terug op S. Suzuki.